# Ctenus indicus
Ctenus indicus là một loài nhện trong họ Ctenidae.
Loài này thuộc chi Ctenus. Ctenus indicus được Frederick Henry Gravely miêu tả năm 1931.